# Kaźmierz
Kaźmierz (prononciation : [ˈkaʑmjɛʂ]) est un village de Pologne, situé dans la voïvodie de Grande-Pologne. Elle est le chef-lieu de la gmina de Kaźmierz, dans le powiat de Szamotuły.
Il se situe à 10 kilomètres au sud de Szamotuły (siège du powiat) et à 26 kilomètres au nord-ouest de Poznań (capitale régionale).

## Histoire
À partir de 1818, la ville appartient à l'arrondissement de Samter dans le grand-duché de Posen puis de la province de Posnanie.
De 1975 à 1998, Kaźmierz faisait partie du territoire de la voïvodie de Poznań.

Depuis 1999, le village fait partie du territoire de la voïvodie de Grande-Pologne.

## Voies de communications
Aucune route principale ne passe par le village. À environ 5 kilomètres au sud passe la route nationale polonaise 92 (pl), qui relie Rzepin à Kałuszyn.